# هنری کاتر
هنری کاتر (انگلیسی: Henry Kater؛ ۱۶ آوریل ۱۷۷۷ – ۲۶ آوریل ۱۸۳۵) یک فیزیک‌دان اهل انگلستان بود.
وی همچنین برنده جوایزی همچون مدال کاپلی شده است.